# Temporada de ciclones del Índico Norte de 2017
La temporada de ciclones del Índico Norte de 2017 es un evento actual en el ciclo anual de la formación de ciclones tropicales. La temporada de ciclones del océano Índico Norte no tiene límites, pero los ciclones tienden a formarse entre abril y diciembre, con mayor incidencia entre mayo y noviembre. Estas fechas convencionalmente delimitan el período de cada año cuando la mayoría de los ciclones tropicales se forman en el norte del océano Índico.
El alcance de este artículo se limita al océano Índico en el hemisferio norte, al este del Cuerno de África y al oeste de la Península Malaya. Hay dos mares principales en el Océano Índico Norte - el Mar Arábigo al oeste del subcontinente indio, abreviado ARB por el Departamento Meteorológico de la India (IMD); Y la Bahía de Bengala al este, abreviada BOB por el IMD.
El Centro Meteorológico Regional Especializado en esta cuenca es el Departamento Meteorológico de la India (IMD), mientras que el Centro Conjunto de Alerta de Tifones publica avisos no oficiales. En promedio, de tres a cuatro tormentas ciclónicas se forman en esta cuenca en cada estación.

## Resumen de la temporada
La temporada comenzó oficialmente con la formación de la tormenta ciclónica Maarutha en la Bahía de Bengala, a los mediados de abril.

## Ciclones tropicales

### Tormenta ciclónica Maarutha
El 13 de abril, un área de baja presión se formó en la Bahía Sur de Bengala, bajo la influencia de un área persistente de convección, en un lapso de seis horas. Bajo condiciones favorables, se produjo una rápida profundización y el sistema fue clasificado como una depresión el 15 de abril. Más tarde, el mismo día, se intensificó hasta convertirse en una depresión profunda, luego se forma como la tormenta ciclónica que lleva con el nombre de Maarutha. Maarutha ya había provocado fuertes precipitaciones como una depresión en Sri Lanka, y las Islas Andamán y Nicobar (India). El 16 de abril, Maarutha golpeó en Birmania, antes de disiparse a una zona de baja presión al día siguiente.
En Kyaukpyu, Maarutha destruyó más de 70 hogares y los daños totales ascendieron a Ks31.8 millones (US$ 23.4 mil) a partir del 18 de abril. No se han reportado víctimas.

## Nombre de los ciclones tropicales
| Océano Índico Norte                  | Océano Índico Norte                                      | Océano Índico Norte |
| ------------------------------------ | -------------------------------------------------------- | ------------------- |
| - Maarutha - Mora - Ockhi (sin usar) | - Sagar (sin usar) - Mekunu (sin usar) - Daye (sin usar) |                     |

Dentro de esta cuenca, a un ciclón tropical se le asigna un nombre cuando se considera que ha alcanzado la intensidad de la tormenta ciclónica con vientos de 65 km/h (40 mph). Los nombres fueron seleccionados por miembros del grupo de ESCAP/OMM sobre ciclones tropicales entre 2000 y mayo de 2004, antes de que el Centro Meteorológico Regional Especializado en Nueva Delhi comenzara a asignar nombres en septiembre de 2004. No hay retiro de nombres de ciclones tropicales en esta cuenca como La lista de nombres sólo está prevista para ser utilizada una vez antes de una nueva lista de nombres se elabora. Si un ciclón tropical designado se traslada a la cuenca desde el Pacífico occidental, entonces conservará su nombre original. Los siguientes seis nombres disponibles de la lista de nombres de tormentas del Océano Índico están abajo.